# 2368 Beltrovata
2368 Beltrovata (1977 RA) là một tiểu hành tinh Amor được phát hiện ngày 4 tháng 9 năm 1977 bởi P. Wild ở Zimmerwald.